# Collegio uninominale Campania 2 - 01 (2020)
Il collegio elettorale uninominale Campania 2 - 01 è un collegio elettorale uninominale della Repubblica Italiana per l'elezione della Camera dei deputati.

## Territorio
Come previsto dalla legge n. 51 del 27 maggio 2019, il collegio è stato definito tramite decreto legislativo all'interno della circoscrizione Campania 2.
È formato dal territorio di 52 comuni della provincia di Caserta: Aversa, Caianello, Calvi Risorta, Camigliano, Cancello ed Arnone, Carinaro, Carinola, Casal di Principe, Casaluce, Casapesenna, Castel Volturno, Cellole, Cesa, Conca della Campania, Falciano del Massico, Francolise, Frignano, Galluccio, Giano Vetusto, Grazzanise, Gricignano di Aversa, Lusciano, Marzano Appio, Mignano Monte Lungo, Mondragone, Orta di Atella, Parete, Pastorano, Pietramelara, Pietravairano, Pignataro Maggiore, Presenzano, Riardo, Rocca d'Evandro, Roccamonfina, Roccaromana, Rocchetta e Croce, San Cipriano d'Aversa, San Marcellino, San Pietro Infine, Santa Maria la Fossa, Sant'Arpino, Sessa Aurunca, Sparanise, Succivo, Teano, Teverola, Tora e Piccilli, Trentola Ducenta, Vairano Patenora, Villa di Briano e Villa Literno .
Il collegio è parte del collegio plurinominale Campania 2 - 01.

## Eletti
| Elezione | Elezione | Deputato          | Partito           |
| -------- | -------- | ----------------- | ----------------- |
|          | 2022     | Gerolamo Cangiano | Fratelli d'Italia |

## Dati elettorali

### XIX legislatura
Come previsto dalla legge elettorale, 147 deputati sono eletti con sistema a maggioranza relativa in altrettanti collegi uninominali a turno unico.
| Candidati                                 | Candidati                   | Voti    | %     | Liste                                                | Voti    | %     |
| ----------------------------------------- | --------------------------- | ------- | ----- | ---------------------------------------------------- | ------- | ----- |
|                                           | Gerolamo Cangiano ✔️ Eletto | 70 438  | 38,93 | Fratelli d'Italia                                    | 37 630  | 20,80 |
| Forza Italia                              | Gerolamo Cangiano ✔️ Eletto | 70 438  | 38,93 | 19 819                                               | 10,95   |       |
| Lega per Salvini Premier                  | Gerolamo Cangiano ✔️ Eletto | 70 438  | 38,93 | 12 565                                               | 6,94    |       |
| Noi moderati/Lupi - Toti - Brugnaro - UDC | Gerolamo Cangiano ✔️ Eletto | 70 438  | 38,93 | 424                                                  | 0,23    |       |
|                                           | Giuseppe Buompane           | 64 985  | 35,92 | Movimento 5 Stelle                                   | 64 985  | 35,92 |
|                                           | Vincenzo Santagata          | 30 267  | 16,73 | Partito Democratico-IDP                              | 21 973  | 12,14 |
| Impegno Civico - Centro Democratico       | Vincenzo Santagata          | 30 267  | 16,73 | 2 954                                                | 1,63    |       |
| Alleanza Verdi e Sinistra                 | Vincenzo Santagata          | 30 267  | 16,73 | 2 808                                                | 1,55    |       |
| +Europa                                   | Vincenzo Santagata          | 30 267  | 16,73 | 2 532                                                | 1,40    |       |
|                                           | Riccardo Scalzone           | 8 096   | 4,47  | Azione - Italia Viva - Calenda                       | 8 096   | 4,47  |
|                                           | Antonella Avolio            | 1 955   | 1,08  | Unione Popolare                                      | 1 955   | 1,08  |
|                                           | Sonia Di Carluccio          | 1 734   | 0,96  | Italexit                                             | 1 734   | 0,96  |
|                                           | Antonio Porto               | 1 271   | 0,70  | Italia Sovrana e Popolare                            | 1 271   | 0,70  |
|                                           | Angela Di Foggia            | 916     | 0,51  | Partito Comunista Italiano                           | 916     | 0,51  |
|                                           | Gaetano Cerrito             | 698     | 0,39  | Noi di Centro – Europeisti                           | 698     | 0,39  |
|                                           | Bruno Calabrese             | 575     | 0,32  | Partito Animalista Italiano – UCDL – 10 Volte Meglio | 575     | 0,32  |
| Totale                                    | Totale                      | 180 935 | 100   |                                                      | 180 935 | 100   |
|                                           |                             |         |       |                                                      |         |       |
| Schede bianche                            | Schede bianche              | 3 819   | 2,01  |                                                      |         |       |
| Schede nulle                              | Schede nulle                | 4 788   | 2,53  |                                                      |         |       |
| Votanti                                   | Votanti                     | 189 542 | 51,67 |                                                      |         |       |
| Elettori                                  | Elettori                    | 366 841 |       |                                                      |         |       |